# Monte Grappa
Monte Grappa je 1 775 metrů vysoká italská hora v Benátsku, v Benátských Alpách, v masívu Grappa, který je geograficky označován jako "Alpské Předhůří." Jedná se o místo, kde se odehrávaly za první světové války krvavé boje. Hora bývá nazývána jako "italské Thermopyly."
Od listopadu 1917 se stala hora Monte Grappa významným místem, na němž se uskutečnily těžké boje, které jsou nazvané pod souhrnným názvem bitva na Piavě. Opevnění na hoře bylo posledním obranným pásmem Italů, které leželo před městem Benátky. V těžkých bojích zde zahynuly desítky tisíc italských, anglických, francouzských, rakousko-uherských a německých vojáků. Mezi mrtvými byla i řada Čechů, bojujících jak v rakousko-uherské armádě, tak na straně Spojenců jako legionáři.
V roce 1935 bylo na vrcholu hory zřízeno ossarium, ve kterém byly uloženy kosti 13 000 vojáků. Na sousedním hřbitově byly uloženy pozůstatky více než 10 000 padlých.